# Titanoptera
Titanoptera је ред тријаских правокрилних инсеката (Orthopterida) џиновских размера тела у односу на савремене правокрилце. Дужина тела им је достизала и до 40 cm. Пронађени су у фосилним остацима тријаске старости из Аустралије и средње Азије. Претпоставља се да су еволуирали из палеозојске групе Geraridae (Protorthoptera).

## Морфолошке карактеристике
Грађа тела је примитивна у односу на правокрилце - титаноптере поседују тарзусе изграђене од пет сегмената, ноге су прилагођене трчању (а не скакању) и предаторском начину живота. Присутни су органи за производњу звука.